# Uroleucon helenae
Uroleucon helenae är en insektsart. Uroleucon helenae ingår i släktet Uroleucon och familjen långrörsbladlöss. Inga underarter finns listade i Catalogue of Life.